# ムロオシステムズ
株式会社ムロオシステムズ（Muroosystems Corporation.）は、東京都中央区日本橋本町に本社を置く日本の情報技術（Information technology，IT）企業。ムロオシステムズグループの中核企業であり、主にデジタルトランスフォーメーション（ Digital Transformation，DX）事業、分散型計算力センター（Decentralized Computing Center，DCC）事業、再生可能エネルギー事業を展開している。
2024年10月にはドイツの原子力エンジニアリング企業ニューケム・テクノロジーズ（略称：NUKEM）を買収し、原子力分野に進出した。

## 沿革
株式会社ムロオシステムズは、2006年6月に広島県呉市でチルド物流大手株式会社ムロオの社内ITベンチャーとして創業し、ウェブ会議ソリューションを展開。その後、東京に本社を移し、中国（上海）、香港、カザフスタン、キルギスなどに拠点を拡大した。
初期はウェブ会議ソリューションや物流ITソリューションに注力し、小売業や教育分野でもITソリューションを提供してきた。
近年では再生可能エネルギーや海外での分散型計算力センター事業に進出。
2023年9月には自社運営の貿易DXプラットフォームが経済産業省の「貿易投資促進事業費補助金」に採択された。
2024年9月、キルギス共和国エネルギー省とチョン・ケミン水力発電プロジェクトの投資契約を締結し、日本の齋藤健経済産業相が立ち会った。
2024年10月、原子力施設の廃止措置および放射性廃棄物の管理を専門とするドイツのエンジニアリング企業ニューケム・テクノロジーズ（略称：NUKEM）を買収した。この買収により、同社は原子力分野へ本格的に参入し、エネルギー関連インフラ事業を新たな柱として加えた。。
2025年4月14日、省エネコンテナ型計算力センター冷却システム（特許番号：第7671564号）に関する特許査定を正式に取得した。
2025年4月15日、トルクメニスタン・エネルギー省と正式に覚書（MOU）を締結し、同国内での余剰エネルギー活用に関する共同開発および技術協力を含む包括的な連携を進めることに合意した。

## グループ会社
公式ホームページより
ムロオシステムズグループは、DX推進を担う「ムロオシステムズ」、原子力エンジニアリングおよびコンサルティングを提供する「ニューケム・テクノロジーズ（略称：NUKEM）」、再生可能エネルギーを活用した電力開発や分散型計算センターの投资・運営を手掛ける「The Computing Limited」の3社を柱に、グローバルに多様な事業を展開しています。
- ムロオシステムズ（本社：東京）
- ニューケム・テクノロジーズ（略称：NUKEM、本社：ドイツ）
- The Computing Limited（本社：香港）